# Urânia Vanério
Urânia Vanério de Argollo Ferrão (Salvador, 14 de diciembre de 1811 — 3 de diciembre de 1849) fue una maestra, escritora y traductora brasileña. En su niñez fue testigo del conflicto entre tropas brasileñas y portuguesas a comienzos de 1822, en el contexto del proceso por la Independencia de Bahia, lo que la condujo a escribir el poema "Lamentos de uma Baiana..." ("Lamentos de una bahiana").

## Biografía

### Infancia
Urânia Vanério nació en Salvador el 14 de diciembre de 1811, hija de los maestros Euzébio Vanério y Samoa Angélica Vanério, una familia sin posesiones. Desde su infancia fue estimulada a estudiar, llegando a dominar el francés, inglés e italiano, y a desarrollar capacidades de bordado, dibujo y música que junto con su belleza, impresionaba a las mujeres de la región.

#### Lamentos de uma Baiana
"Lamentos de uma Baiana..." es un panfleto escrito entre el 19 y el 21 de febrero de 1822, cuando Urânia solo contaba con 10 años de edad, presentando su rechazo contra el gobierno de Inácio Luís Madeira de Melo, leal a Portugal y comandante de las tropas auxiliares portuguesas. El trabajo fue publicado en Río de Janeiro, indicando una edad errónea para Urânia, por Ângelo da Costa Ferreira y su publicación fue anunciada el 21 de octubre de 1822 por el Diário do Rio de Janeiro al precio de 80 réis. La autoría de la obra estuvo en el olvido por casi dos siglos; la historiadora brasilera Patrícia Valim ha indicado que ello se debió a la eliminación de los esfuerzos de las mujeres de la historia oficial.
En el texto, ella muestra su preocupación sobre el resultado de la guerra y el destino de su familia, y se refiere al asesinato de la hermana Joana Angélica, que fue matada a golpes de bayoneta cuando las tropas portuguesas intentaron invadir el Convento Lapa. También buscó reforzar su apoyo por la Independencia de Brasil, a la vez que repudiar los conflictos causados por la "Drecreto Real del 8 de julio de 1820," la cual emancipaba a Sergipe. Según escribió, estaba presa de la emoción estaba preocupaba por la seguridad de su padre. portugués, y para calmarse expresa: "Tu padre siempre será brasilero".

### Juventud
Algunos meses después que se publicara el panfleto, la familia de Urânia se mudó a Recôncavo Baiano debido a que su padre se había incorporado al Consejo Interino del gobierno de la ciudad de Cachoeira.
En 1823 ello se mudaron a Sergipe, donde el grupo en el cual estaba asociado su padre estaba enfrentado con el de Antônio Pereira Rebouças sobre temas políticos, una disputa que tuvo lugar en el periódico "O Grito da Razão" ("El grito de la Razón"), que terminó con su padre encarcelado en el Forte de São Pedro bajo la acusación de desorden político. Por ello, ella regresó a Salvador con su madre y al año siguiente su madre regresó para trabajar en la escuela "Desejo da Ciência para a educação da mocidade baianense" ("El Deseo de la Ciencia para la Educación de los Jóvenes de Bahia"), que había fundado ella junto con su esposo, y donde Urânia ya trabajó siendo una niña. Luego de salir de prisión, Euzébio Vanério regresa a trabajar en el periódico O Grito da Razão.
El 21 de abril de 1825 Urânia le solicitó al Emperador Dom Pedro I una licencia para la creación de una Escuela Mutual para niñas, la cual le fue concedida y fue anunciada por el Diário Fluminense el 28 de abril de 1825. Con ello, Urânia regresó a trabajar junto con sus padres.

### Vida adulta
El 1 de marzo de 1827, a la edad de 15 años, Urânia contrajo matrimonio con el capitán Felisberto Gomes de Argollo Ferrão (1802-1876), hijo de una de las familias más ricas de la provincia.
El 11 de diciembre de, 1827, el Diário do Rio de Janeiro anunció la publicación de su trabajo "Triumpho do Patriotismo, Novela Americana", por 200 reales. El trabajo, originalmente escrito por M. de Florian, ya había sido anunciado por el Diário Fluminense en 1826, explicando que era una traducción producida por Urânia Vanério, lo cual la convierte en la primera mujer traductora de Brasil, precediendo a  Nísia Floresta por una década.
Urânia Vanério y su esposo continuaron viviendo en Salvador, en la vecindad de Barris, mientras ella continuó enseñando en la escuela fundada por sus padres. A lo largo de sus veintidós años de matrimonio, Urânia tuvo trece hijos, dos de los cuales murieron en su infancia.

## Fallecimiento
El 3 de diciembre de 1849, Urânia Vanério falleció a causa de una infección derivada del nacimiento de su último hijo, y fue enterrada en la Iglesia de la Santa Casa de la Misericordia, donde se enterraban los miembros de las familias distinguidas. Sus hijas se convirtieron en maestras en la misma escuela donde ella trabajaba, y sus hijos se convirtieron en empresarios y políticos de cierta relevancia local y nacional.

## Legado
Los autores de la colección "Guerra Literária" (2014) describen el panfleto "Lamentos de uma Baiana" como la más "... indignada y dolorosa protesta contra la acción de las tropas del general Madeira de Melo, expresada en un lenguaje sencillo y directo...", sin embargo, no se indica el nombre del autor.
La historiadora Patrícia Valim describe que la trayectoria de Urânia Vanério tiene gran importancia para demostrar las estrategias que las mujeres de la época utilizaban a favor de su compromiso político, para la lucha contra la opresión, por la justicia y la igualdad y que su panfleto, que pudo haber sido hecho originalmente para defender a sus padres de posibles ataques, "...ganó cuerpo y se convirtió en una de las más potentes críticas contra las arbitrariedades del absolutismo portugués en Bahía, la explotación colonial y la violencia de las tropas imperiales contra la población de Salvador".

## Obras
- "Lamentos de huma bahiana na triste crise, em que vio sua patria oppressa pelo despotismo constitucional da tropa auxiliadora de Portugal, para empossar no governo das armas a I. L. Madeira de Mello, por virtude da carta regia, que deo causa á guerra da carta regia, ou carnaval desastroso". Rio de Janeiro, in Typographia Nacional, 1822, in- 4º de 8 pp. num.[40][41] (en español: "Lamentos de una niña de Bahía en la triste crisis, en la que vio a su patria oprimida por el despotismo constitucional de las tropas auxiliares de Portugal, para jurar en el gobierno de las armas a I. L. Madeira de Melo, en virtud de la carta real, lo que provocó la guerra de la carta real, o carnaval desastroso")
- «Lamentos de uma Baiana». Guerra Literária 4. UFMG. 2014. pp. 261-266. ISBN 978-65-5858-070-6. Archivado desde el original el 1 de septiembre de 2022.